# Австрийско-грузинские отношения
Австрийско-грузинские отношения — двусторонние дипломатические отношения между Австрией и Грузией. Страны установили дипломатические отношения в 1992 году, Грузия открыла свое посольство в Вене в 1996 году. Грузия также имеет почетное консульство в Граце. Австрия представлена в Грузии через не-резидента, находящегося в Вене, и через почётное консульство в Тбилиси.

## История
В конце Первой мировой войны Австро-Венгрия вместе с другими центральными державами, одной из первых, признала независимость Грузинской Демократической Республики в 1918 году. Первым послом Австро-Венгрии в Грузии стал Георг фон унд цу Франкенштейн.
Во время войны в Грузии в 2008 году министр иностранных дел Австрии Урсула Плассник призвала Россию «уважать территориальную целостность Грузии, учитывая резолюцию ООН». Она также сказала, что военное вмешательство России серьёзно подорвало её авторитет как надежного партнёра Запада.

## Двусторонние соглашения
Имеются следующие двусторонние соглашения:
- Соглашение между Грузией и Австрийской Республикой о двусторонних внешнеэкономических связях
- Меморандум о взаимопонимании между министерством внутренних дел Грузии и Федеральным министерством внутренних дел Австрийской Республики
- Соглашение о воздушном транспорте между федеральным правительством Австрии и правительством Грузии
- Соглашение между Правительством Грузии и Правительством Австрийской Республики о поощрении и взаимной защите инвестиций
- Соглашение между Правительством Грузии и Правительством Австрийской Республики об избежании двойного налогообложения
- Протокол о внесении изменений в Соглашение о воздушном транспорте Федеральное правительство Австрии и Правительство Грузии

## Официальные визиты
Произошли следующие официальные визиты:
- 19—21 января 2006; визит министра иностранных дел Грузии Гела Бежуашвили в Вену для участия в Международной конференции на тему «Европейские стратегии развития демократии в постсоветских странах»
- 22—26 февраля 2006; визит спикера парламента Грузии Нино Бурджанадзе в Австрию
- 26—29 марта 2006; рабочий визит премьер-министра Грузии Зураба Ногаидели в Австрию
- 4—5 мая 2006; визит министра внутренних дел Грузии Иванэ Мерабишвили в Австрию
- 27 октября 2006 года; премьер-министр Грузии Зураб Ногаидели в Австрию